# Piranómetro

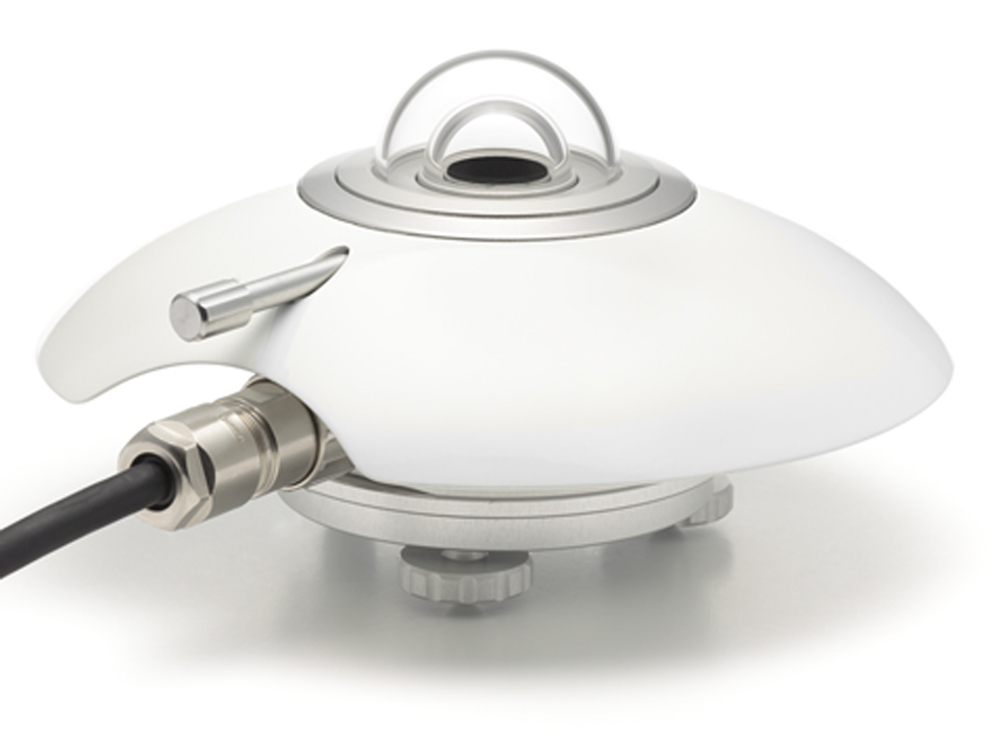
Fotografía de un piranómetro, mostrando sus componentes principales: cúpula de cristal, cuerpo metálico, sensor negro, y cable. La foto muestra el modelo SR20.

Un piranómetro (también llamado solarímetro y actinómetro) es un instrumento meteorológico utilizado para medir de manera muy precisa la radiación solar incidente sobre la superficie de la Tierra. Se trata de un sensor diseñado para medir la densidad del flujo de radiación solar (kilovatios por metro cuadrado) en un campo de 180 grados.

## Datos generales
Generalmente se utilizan tres medidas de radiación: semiesférica total, difusa y directa. Para las medidas de radiación difusa y semiesférica la radiación directa se suprime utilizando un disco parasol. El principio físico utilizado generalmente en la medida es un termopar sobre el que incide la radiación a través de dos cúpulas semiesféricas de vidrio. Las medidas se expresan en kW/m².

### Piranómetro Térmico
Un piranómetro se constituye por una pila termoeléctrica contenida en un alojamiento con dos semiesferas de cristal. La pila termoeléctrica está constituida por una serie de termopares colocados horizontalmente, cuyos extremos están soldados con unas barras de cobre verticales solidarias a una placa de latón maciza. El conjunto está pintado con un barniz negro, para absorber la radiación. El flujo de calor originado por la radiación se transmite a la termopila, generándose una tensión eléctrica proporcional a la diferencia de temperatura entre los metales de los termopares.
Para medir la radiación difusa es necesario tapar el sensor de radiación directa mediante una pantalla parasol, midiendo la irradiancia solar difusa (piranómetro de difusa).
Una variante es el perheliógrafo, un pirheliómetro dotado de un dispositivo registrador.

#### Detalles técnicos
El espectro de la radiación solar se extiende entre 300 y 2800 nm. Esto indica que un piranómetro debe cubrir ese espectro con una sensibilidad lo más «plana» posible.
Para medir la radiación solar, se requiere que la respuesta al flujo de radiación varíe con el coseno del ángulo de incidencia. Por ejemplo, máxima respuesta cuando el flujo incide perpendicularmente sobre el sensor (0 grados), respuesta nula cuando el Sol está en el horizonte (90 grados) o valores intermedios de respuesta, cuando el ángulo de incidencia está entre los anteriores.
- La termopila, formada por sectores blancos y negros, es capaz de absorber la radiación solar en un rango entre los 300 y los 50000 nm. y tiene una respuesta casi perfecta al coseno del ángulo de incidencia.
- La cúpula de cristal limita la respuesta al rango de 300 a 2800 nm. preservando un campo de visión de 180 grados. Otra función de la cúpula es la de proteger la termopila de la convección.
- Las bandas negras del sensor (termopila) absorben la radiación solar que se transforma en calor. Este calor fluye atravesando los sensores hacia el cuerpo del piranómetro, proporcionando una señal eléctrica proporcional a la radiación incidente.

### Piranómetro Fotovoltaico

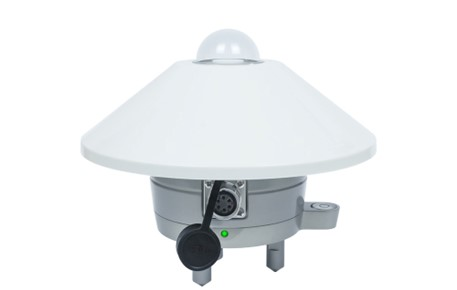
Piranómetro de Clase A de SEVEN

Otro tipo de piranómetros son los fotovoltaicos. En ellos, el principio de funcionamiento no es térmico como en el caso anterior; sino que tiene como fundamento el efecto fotoeléctrico. La radiación incide sobre un fotodiodo que es capaz de diferenciar el espectro solar por la frecuencia de la onda electromagnética, y de ese modo, mediante la lectura de voltaje, conocer los datos de radiación.
Dada su naturaleza, en este tipo de piranómetros es posible adosar filtros de ciertas bandas del espectro solar, por medio de algún domo de vidrio impregnado con el filtro deseado. Por otro lado, son más sensibles a pequeñas irregularidades y cambios debido a que no tienen la inercia térmica que sí tienen los térmicos.

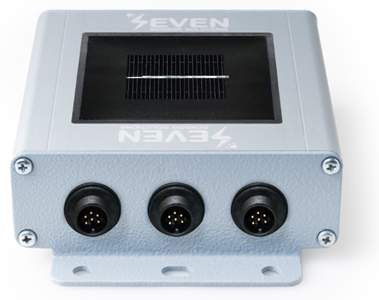
Sensor de Irradiación

El sensor de celda fotovoltaica de referencia o el sensor de irradiancia solar puede tener hasta 5 entradas, lo que permite la conexión de un sensor de temperatura del módulo, sensor de temperatura ambiente, sensor de velocidad del viento, sensor de dirección del viento y sensor de humedad relativa, con una sola salida Modbus RTU conectada directamente al registrador de datos (Datalogger). Esta combinación se denomina "estación meteorológica", la cual es adecuada para la monitorización de plantas solares fotovoltaicas. Esta característica es una de las principales diferencias entre el piranómetro de termopila y el sensor de irradiancia solar de celda de referencia.

### Estandarización
Los piranómetros están estandarizados de acuerdo a la norma ISO 9060, que también es adoptada por la Organización Meteorológica Mundial (OMM). Esta norma discrimina tres clases. La mejor es (confusamente) llamada "Standard secundario", la segunda mejor es la "primera clase" y la última "segunda clase". La calibración se realiza de acuerdo a la Referencia Radiomètrica Mundial (WRR). Esta referencia ha sido adoptada y es controlada por el Centro Radiomètrico Mundial PMOD/WRC en Davos, Suiza.